# Área metropolitana de Vallejo-Fairfield
El Área Estadística Metropolitana de Vallejo-Fairfield, CA MSA como la denomina oficialmente la Oficina de Administración y Presupuesto, es un Área Estadística Metropolitana que solo abarca el condado de Solano, en el estado estadounidense de California. El área metropolitana tiene una población de 413.344 habitantes  según el Censo de 2010, convirtiéndola en la 123.º área metropolitana más poblada de los Estados Unidos.

## Principales comunidades del área metropolitana
Ciudades principales
- Vallejo
- Fairfield

Otras comunidades importantes
- Benicia
- Dixon
- Río Vista
- Suisun City
- Vacaville

## Área Estadística Metropolitana Combinada
El área metropolitana de Santa Rosa-Petaluma es parte del Área Estadística Metropolitana Combinada de San Jose-San Francisco-Oakland, CA CSA junto con:
- El Área Estadística Metropolitana de San Francisco-Oakland-Fremont, CA MSA;
- El Área Estadística Metropolitana de San José-Sunnyvale-Santa Clara, CA MSA;
- El  Área Estadística Metropolitana de Santa Rosa-Petaluma, CA MSA;
- El Área Estadística Metropolitana de Santa Cruz-Watsonville, CA MSA; y
- El Área Estadística Metropolitana de Napa, CA MSA